# 汪鸿雁
汪鸿雁（1970年4月15日—），女，汉族，湖北孝昌人，中华人民共和国政治人物。武汉大学法律系经济法专业毕业，公共管理硕士学位。曾任共青团中央书记处常务书记、中华全国青年联合会主席，现任全国工商联党组成员、副主席，中国民间商会副会长。

## 生平
1992年1月加入中国共产党，1992年8月参加工作。1992年从武汉大学法律系经济法专业从毕业后，历任共青团孝感市委宣传部部长、安陆市人民政府副市长、共青团孝感市委书记、共青团湖北省委副书记等职务。2004年1月，任鄂州市人民政府副市长。2006年11月，任中共鄂州市委常委、副市长。2007年5月，兼任鄂州经济开发区党工委书记。2008年2月，调任中共十堰市委副书记，3月被任命为十堰市人民政府代市长，未转正即于同年6月当选为共青团中央书记处书记。2013年9月，当选为中华全国青年联合会副主席。
2018年2月24日，当选为第十三届全国人大代表。2018年6月29日，当选为共青团中央书记处常务书记。同年12月7日，当选为中华全国青年联合会主席。
2022年12月，离开团中央任全国工商联党组成员、副主席，中国民间商会副会长。